# Арябхата
Арябхата (или Ариабхата, на санскрит: आर्यभट) е индийски астроном и математик.
За него почти няма съхранени достоверни данни. Знае се, че е роден през 499 г. и най-вероятно произхожда от Северозападна Индия. Продължава образованието си в будисткия манастир Наланда, където по онова време се намира най-големият университет. Остава дълги години там и пише основните си трудове. От тях е запазен само един.
Неговите приноси са основно в сферичната тригонометрия и астрономията. Той дава размерите на Земята и Луната, определя продължителността на денонощието на 23 часа, 56 минути и 41 секунди и обяснява затъмненията. На него е кръстен първият индийски изкуствен спътник на Земята, изстрелян през 1975 г.